# Itinerarium Antonini

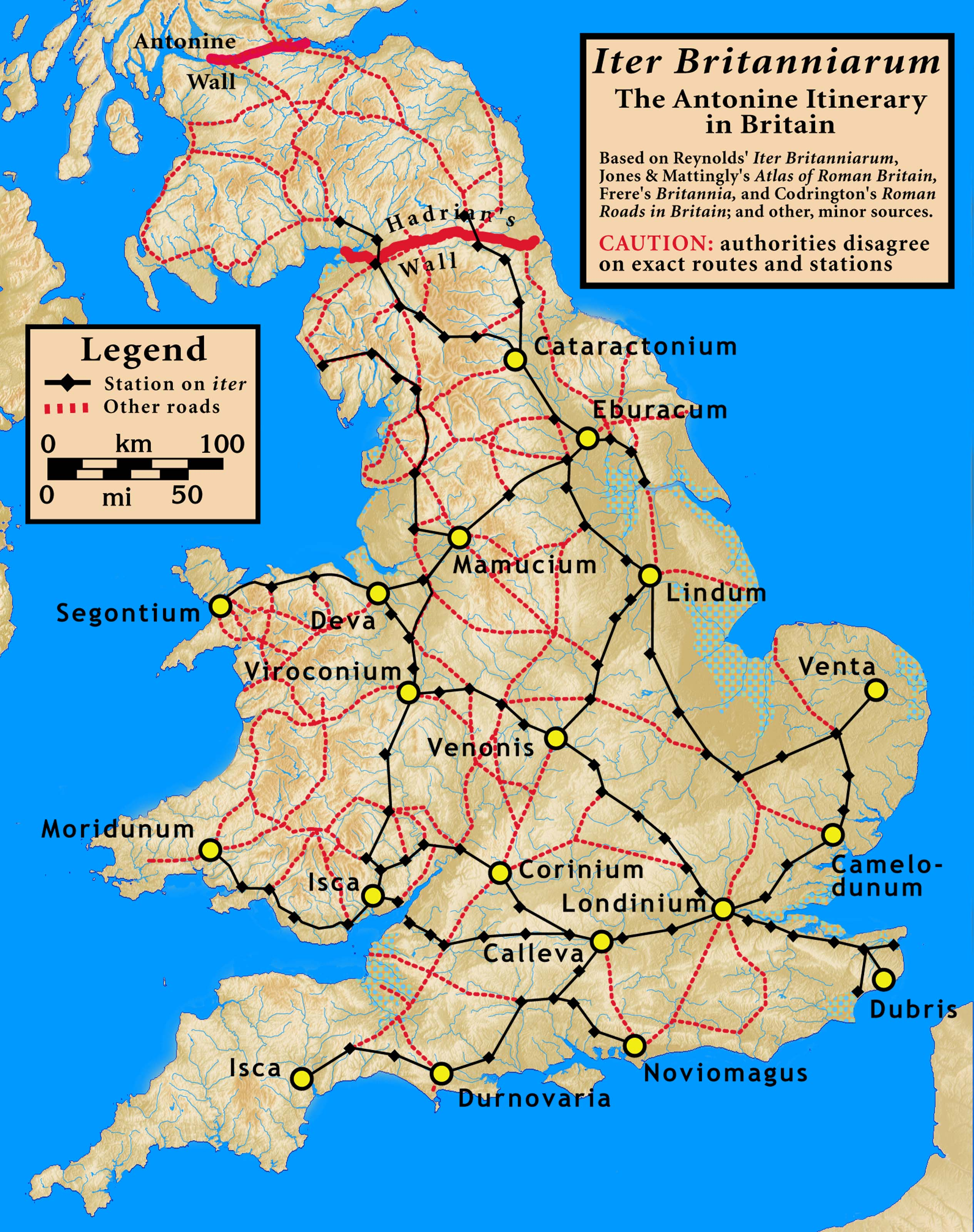
Iter Britanniarum

Itinerarium Antonini (volledige naam Itinerarium provinciarum Antonini Augusti) is een Romeinse reisgids uit de 3e eeuw n.Chr., die bijgewerkt is tot het eind van de 4e eeuw. In 17 reisroutes geeft ze een aantal plaatsen uit het Romeinse Rijk weer, alsmede de reisafstanden. Ze vormt een belangrijke bron voor de archeologie van onder andere Nederland, zodat we weten waar en onder welke naam de Romeinse steden en forten bekend zijn. De naam zou zijn ontleend aan keizer Caracalla, wiens echte naam
Marcus Aurelius Severus Antoninus was. Mogelijk is ook dat de naam verwijst naar keizer Antoninus Pius.
Evenals de Peutingerkaart geeft ze een beperkt aantal plaatsen weer om te kunnen reizen (zoals de borden langs de moderne snelwegen ook doen), zonder uitputtend te zijn. In tegenstelling tot deze Peutingerkaart is het Itinerarium Antonini geen kaart, maar een afstandenlijst.
Er is ook een zeevaarttabel genaamd Itinerarium Antonini Augusti maritimum.

## Nederland
In Nederland worden langs de Limesweg (weg van de Duitse grens tot de Noordzee) de volgende plaatsen genoemd:
1. Carvo, Herwen
2. Mannaricium, Maurik, deze plaats wordt niet in de Peutingerkaart genoemd.
3. Traiectum, op en rond het Domplein te Utrecht, Traiectum wordt niet in de Peutingerkaart genoemd.
4. Albaniana, Alphen aan den Rijn
5. Lugdunum, westelijk van Katwijk, vermoedelijk de Brittenburg

In Nederland worden langs de Heirbaan Aken-Xanten (grotendeels over huidig Duits gebied) de volgende plaatsen genoemd:
1. Coriovallum, Heerlen
2. Mederiacum, Melick